# Mandato británico de Mesopotamia
El mandato británico de Mesopotamia era un mandato de la Sociedad de las Naciones bajo el Artículo 22 de la Sociedad de las Naciones y estipulado en el Tratado de Sèvres, lo cual confió el mandado al Reino Unido durante la partición del Imperio otomano. Esta concesión fue completada el 25 de abril de 1920, en la conferencia de San Remo en Italia.

## Historia
El Reino Unido tenía interés en ocupar el territorio que correspondió al Reino de Irak desde el siglo XIX, ya que al hacerlo esperaba detener el avance de Rusia por Asia Central y consolidar su control sobre el canal de Suez y el golfo Pérsico. Durante la Primera Guerra Mundial, Reino Unido  ocupó la provincia otomana de Basora, desembarcando tropas en Shatt al-Arab, con el objetivo de proteger los intereses petrolíferos de Gran Bretaña. Los soldados europeos siguieron avanzando por Mesopotamia y ocuparon el viyalato de Bagdad en marzo de 1917. El viyalato de Mosul no fue ocupado hasta el 10 de noviembre, después del Armisticio de Mudros . Además, el término Irak empezó a ser utilizado por los británicos para designar el territorio ocupado, ya que el término histórico Mesopotamia solamente comprende a los viyalatos de Bagdad y Basora.
El gobierno civil de Irak de la posguerra fue encabezado al principio por el alto comisionado, Percy Cox, y su diputado, el coronel Arnold Talbot Wilson. Las represalias británicas después del asesinato de un oficial británico en An Najaf, no pudieron restaurar el orden. La administración británica tardó en ser establecida en las montañas de Kurdistán. Desde las montañas Hakkari, más allá de la frontera del norte de Irak y de las llanuras de Urmia en Irán, miles de asirios comenzaron a migrar al territorio iraquí buscando refugio de la represión turca. El problema más asombroso que afrontan los británicos era la cólera creciente de los nacionalistas, que se sintieron engañados al ser concordado el estado de mandato. Los nacionalistas pronto vinieron para ver el mandato como un disfraz débil para el colonialismo.
En abril de 1920, la Sociedad de Naciones entregó el control formal de Irak al Reino Unido , bajo la forma de un Mandato.
El 3 de julio, los nacionalistas iraquíes iniciaron un levantamiento contra la ocupación británica, que motivó la permanencia de 65.000 soldados británicos. Mientras tanto, los británicos nombraran Rey a Faysal ibn Husayn, miembro de una familia sunita que colaboró con ellos durante la guerra. Faisal había sido proclamado rey de Siria por un congreso nacional sirio en Damasco en marzo de 1920, pero fue expulsado por los franceses en julio, cuando estos tomaron el control del Líbano y Siria bajo la forma de Mandatos de la Liga de Naciones. Los chiíes libraron entonces una guerra santa, que fue aplastada por los británicos, quienes fueron convertidos en ciudadanos de segunda clase en la joven nación.
La insurrección árabe provocó 2.000 bajas a los ocupantes y 8.450 iraquíes, y en el Reino Unido se inició un movimiento opositor a la permanencia de tropas en Irak. T. E. Lawrence, héroe de la guerra más conocido como Lawrence de Arabia, fue una de las primeras voces que se opuso a la intervención de su país en Irak.
Como consecuencia de esta oposición, el Reino Unido firmó una serie de tratados bilaterales con el gobierno iraquí, y fue el primer Mandato en recibir un Parlamento y una Constitución. Sin embargo, los británicos no reconocieron a Irak como una nación soberana. Aunque el Reino Unido reconoció a Faisal como Rey, también se reservó el derecho de nombrar oficiales británicos en puestos claves del gobierno, trabajando como asesores, por lo que muchos nacionalistas vieron al Rey como un gobernante títere.
La Asamblea Constituyente del Mandato de Irak fue establecida en 1924, y las discusiones entre nacionalistas y británicos fueron comunes, los primeros se opusieron a la propuesta de que el control militar debía caer sobre oficiales británicos. También se negaron a conceder poderes tan amplios al Alto Comisionado británico. El Alto Comisionado respondió anunciando que si no se lograba un acuerdo se solicitaría a la Liga de Naciones que ratificara el Mandato en sus términos originales, lo que significaría el fin de todos los progresos iraquíes. La amenaza sirvió, el 11 de junio, la Asamblea aprobó los tratados y acuerdos británicos-iraquíes.
Los nacionalistas siguieron presionando por obtener más independencia, y en 1927 se reiniciaron las negociaciones. Sin embargo, aunque se logró un acuerdo, los británicos se negaron a ratificar el acuerdo a menos que Irak pagase todas sus deudas.
Finalmente en 1930, se ratificó un nuevo acuerdo, pero el Reino Unido se reservó el derecho de cruce de tropas por territorio iraquí y la instalación de bases aéreas.
Finalmente, el 3 de octubre de 1932, después de que el gobierno iraquí comprara el sistema ferroviario construido por los británicos durante la I Guerra Mundial y garantizara los derechos de las minorías, Irak se convirtió en un estado soberano y fue aceptado en la Liga de Naciones.

## Malestar temprano
Tres sociedades secretas anticoloniales importantes habían sido formadas en Irak durante 1918 y 1919. En An Najaf, fue formada la Jamiyat Nahda al Islamiya (la Liga del Despertar Islámico). Al Jamiya al Wataniya Al Islamiya (la Liga Nacional Musulmana) fue formada con el objeto de organización y movilización de la población para la resistencia principal. En febrero de 1919, en Bagdad, una coalición de comerciantes chiitas, profesores y funcionarios sunitas, y oficiales iraquíes formaron el Haras al Istiqlal (los Guardias de la Independencia). Istiqlal tenía grupos de miembros en Karbala, An Najaf, Al Kut, y Al Hillah.